# أحمد السيد درويش
الدكتور أحمد السيد درويش (1916 ـ 15 مايو 1992) هو سياسي مصري، شغل منصب وزير الصحة والسياحة ومستشار رئيس الجمهورية المصري سابقا.

## حياته ونشأته
ولد أحمد محمد السيد درويش بمركز الباجور، محافظة المنوفية سنة 1916، ألتحق بكلية طب القصر العيني سنة 1933، وتخرج سنة 1939، حصل علي درجة الدكتوراه في الأمراض الباطنية سنة 1945، كما حصل علي الدراسات العليا في إدنبرة من جامعة جونز هوبكينز في مجال الجهاز الهضمي والمناظير من 1945 حتي 1947.

## مسيرته العلمية
- تدرج درويش في العديد من الوظائف الأكاديمية، داخل كلية الطب جامعة الإسكندرية حتى نال درجة الأستاذة سنة 1958.
- عميداً للكلية الطب جامعة الإسكندرية، منذ 1961 حتي 1970.
- ينسب إليه الكثير من الإنشاءات في كلية الطب جامعة الإسكندرية.

- أنشأ مبني جديد في الكلية، مكون من سبعة طوابق، يضم الأقسام الأكاديمية والمكتبة المركزية للكلية وقسم التصوير الطبي والمكاتب الإدارية، وأنشأ مكتبة جديدة لكلية الطب بالدور السادس بالمبني الأكاديمي.
- أفتتح مستشفى للأطفال، وبنيت في حديقة مستشفى الشاطبي من أربعة طوابق، وتسع مائتان سبعة وسعبون سريراً.
- أفتتح مبني قسم التشريح، وإنشاء قسماً لحالات الطوارئ، ووحدة خاصة لعلاج حالات الحروق، ووحدة جديدة للعناية المركزة.
- خصص للتحاليل الطبية معامل في كل وحدة من وحدات أقسام الجراحة، وفي كل وحدة من وحدات أقسام الأمراض الباطنية، والأقسام الأخرى.
- أنشأ نادي الأطباء في المستشفى الجامعي بطب الإسكندرية.[5]
- عضواً في مجلس أكاديمية البحث العلمي سنة 1973.
- كان رئيساً لمجلس البحوث الطبية والدوائية في مجلس أكاديمية البحث العلمي سنة 1974.
- كان رئيساً للجنة اختيار المرشحين لجوائز الدولة التشجيعية.

## مناصب
- شغل منصب وزيراً للسياحة سابقاً في وزارة محمود فوزي الثانية.
- شغل منصب وزيراً للصحة سابقاً في وزارة محمود فوزي الرابعة.
- أصدر الرئيس محمد أنور السادات رئيس جمهورية مصر سابقاً، في 21 يناير سنة 1972، بتعيينه مستشاراً لرئيس الجمهورية، عندما أصيب بالشلل أثناء توليه وزارة الصحة في أكتوبر 1971 وبقي ملازماً للفراش حينها، وعندما جاء قرار 13 نوفمبر لسنة 1974، بإعادة تنظيم ديوان الرئاسة، إحالة أحد عشر وزيراً في مصر إلى المعاش وكان بينهم.
- عين بعدها سنة 1973 أستاذ غير متفرغ بكلية طب الإسكندرية بعدها حتى وفاته.

## إسهاماته
يرجع له إلغاء قرار الحكومة المصرية، أثناء توليه حقيبة وزيراً للسياحة، والذي كان يلزم المصريين باستخدام الطائرات والبواخر المصرية، ويمنع التعامل مع الطائرات والبواخر الأجنبية، وقد حرم القرار العديد من الشركات في أن يتعامل معها أي مصري، وقد نجح في الغاء القرار بعد إقناع المسئولين.

## نشاطه

### سياسي
- أنضم لحزب الأحرار الاشتراكيين المصري، وأصبح نائباً لرئيس الحزب في يونيو سنة 1976، حتي استقل في ديسمبر 1978 وعدل عن استقالته وعاد مرة ثانية.
- أشرف على صحفة الحزب الاشتراكي، وخاض انتخابات مجلس النواب المصري سنة 1987.
- تولي رئاسة جمعية الشبان المسلمين في الإسكندرية.

### علمي
- كان عضواً في مجلس أكاديمية البحث العلمي سنة 1973.
- كان رئيساً لمجلس البحوث الطبية والدوائية في مجلس أكاديمية البحث العلمي سنة 1974.
- كان رئيساً للجنة اختيار المرشحين لجوائز الدولة التشجيعية، وكلفته أكاديمية البحث العلمي بزيارة مراكز البحث الطبي في إنجلترا، لدارسة مجالات التعاون المشترك، وأوفدته علي رأس وفد طبي لدراسة مرض البلهارسيا ومشاكله في السودان سنة 1979.